# Koninklijk Harmonieorkest Vooruit
Het Koninklijk Harmonieorkest Vooruit is een harmonieorkest uit Harelbeke dat werd opgericht in 1923.

## Historie
Harelbeke, de geboortestad van de grote Vlaamse toondichter Peter Benoit ligt op 5 km van Kortrijk, in het zuiden van de provincie West-Vlaanderen. Het Koninklijke harmonieorkest "Vooruit" werd gesticht in de schoot van de Socialistische partij met de bedoeling de ideologie van de partij op muzikale wijze te verspreiden. Daarmee behoorde het in het begin tot de belangrijkste doelstellingen de lokale arbeidersbeweging te ondersteunen. Het orkest was toen van geen significante betekenis.
In begin van de jaren 1960 nam de tot nog jonge dirigent Gustaaf Devolder de leiding van het orkest over. Hij overtuigde een aantal jonge muzikanten, leerlingen van de Harelbeekse muziekacademie, om mee te spelen in het harmonieorkest. De naam van het orkest werd ook omgetoverd tot Socialistische Concertband en er werd een totaal andere koers gevolgd. Vooral het repertoire werd grondig aangepast en men maakte een onderscheid tussen straatoptredens en het eigenlijk concertensemble. De klemtoon kwam hierbij duidelijk op de amusementsmuziek en het originele repertoire te liggen, want dirigent Devolder ging resoluut de Amerikaanse toer op. Zijn speciale aanpak bleek al gauw vruchten af te werpen; vanaf 1964 promoveerde de harmonie elk jaar om in 1967 reeds kampioen te worden bij de provinciale concoursen. In 1974 werd de harmonie in de toen nieuwe superieure afdeling opgenomen. Intussen evolueerde het repertorium van de amusementsmuziek naar het specifiek harmoniegebeuren.
In 1985 werd de Concertband Vooruit uit Harelbeke Kampioen in de 1e Divisie Harmonie op het Wereld Muziek Concours te Kerkrade. Een geweldig succes voor dirigent Gustaaf Devolder en zijn orkest.
In 1985 werd Gustaaf Devolder opgevolgd door Geert Verschaeve, die het orkest volgens hetzelfde concept verder opbouwt. In 1987 werd voor het eerste maal deelgenomen aan het Certamen Internacional de Bandas de Musica Ciudad de Valencia. Ook dit optreden was met een groot succes verbonden, omdat het orkest de hoogste score van het toernooi behaalde. In 1988 ging orkest opnieuw op stap naar Valencia.
In 1989 ging het orkest nogmaals naar Kerkrade om aan het Wereld Muziek Concours deel te nemen, maar dit keer voor de eerste maal in de nieuw opgerichte Concertafdeling. Verdere hoogtepunten waren in 1990 opnieuw het Certamen in Valencia, in 1991 de deelname aan de concerten tijdens de tweejaarlijkse Conferentie van de World Association for Symphonic Bands and Ensembles te Manchester, Verenigd Koninkrijk, met de wereldcreatie Due Pitture van de Vlaamse componist Roland Coryn, in 1994 deelname aan het festival Coup de Vents te Le Havre, Frankrijk, wederom met een wereldcreatie van het werk Belgian Impressions van André Waignein en Reizen door Frankrijk, Spanje en Oostenrijk.
In 2005, het jaar waarin Geert Verschaeve reeds 20 jaar dirigent is, was er opnieuw een mijlpaal in de geschiedenis van het harmonieorkest Vooruit toen het orkest het Wereldmuziekconcours te Kerkrade won in de hoogste afdeling, de concertafdeling, en daarmee wereldkampioen werd gedurende vier jaar.
Het orkest was ook genomineerd voor de Vlaamse Cultuurprijzen van 2006 in de categorie muziek. De prijs ging dat jaar uiteindelijk naar het Brussels Jazz Orchestra. In het kader van deze nominatie werd Vooruit begin 2008 ook uitgenodigd op Klara in het Paleis, een jaarlijks evenement van de cultuurzender van de Vlaamse openbare omroep.
In 2009 verdedigde Vooruit de titel en werd het vice-wereldkampioen op Wereldmuziekconcours te Kerkrade in de concertafdeling.
In 2016 nam de Harelbeekse componist, pianist, fluitist en dirigent Erik Desimpelaere het stokje van Geert Verschaeve over. Een jaar later toerde Vooruit in het Italiaanse Toscane en in 2019 behaalde Vooruit opnieuw de titel op het Certamen Internacional de Bandas de Musica Ciudad de Valencia.
Sinds 2004 is Vooruit ook een vaste waarde op het 2-jaarlijkse ICCH (International Composition Competition Harelbeke). De wedstrijd stimuleert componisten om de verworvenheden van hedendaagse muziek toe te passen in het repertoire voor Harmonieorkest. Uniek is het feit dat deze werken ook live uitgevoerd en opgenomen worden door Vooruit. Deze wedstrijd, in het leven geroepen door de Vlaamse componist Roland Coryn, staat sinds 2017 onder leiding van Erik Desimpelaere.
Er zijn diverse langspeelplaten en cd's opgenomen met werken van Belgische componisten zoals Dirk Brossé, Willem Kersters, Jacqueline Fontyn, Jan Hadermann, Jan Van der Roost, André Waignein, August de Boeck, Peter Benoit, Jan Decadt, Roland Coryn en Elias Gistelynck. In 2018 nam Vooruit ook een dvd op. Veel opnamen zijn daarnaast beschikbaar op socialemediakanalen zoals YouTube en Spotify.

## Dirigenten
- 1961-1985: Gustaaf Devolder
- 1985-2015: Geert Verschaeve
- 2016-heden: Erik Desimpelaere

## Concertreizen
| Jaar | Land                | Locatie |
| ---- | ------------------- | --- |
| 1985 | Nederland           | Wereld Muziek Concours (WMC) te Kerkrade Winner in de 1e divisie                                                                                      |
| 1987 | Spanje              | Certamen Internacional de Bandas de Musica Ciudad de Valencia in Valencia Winner in de Seccion Primera                                                |
| 1988 | Spanje              | Certamen International de Bandas de Música Ciutat de Valencia Valencia 1e prijs in de Seccion Especial B                                              |
| 1989 | Nederland           | Wereld Muziek Concours te Kerkrade 1e prijs in de concertafdeling                                                                                     |
| 1989 | Spanje              | Certamen International de Bandas de Música Ciutat de Valencia Valencia 1e prijs in de Seccion Especial A                                              |
| 1990 | Frankrijk           | Concertreis naar Nantes |
| 1991 | Nederland           | mini-WMC Kerkrade 1e prijs in de concertafdeling |
| 1991 | Verenigd Koninkrijk | Concertreis naar de Conference of the World Association for Symphonic Bands and Ensembles (WASBE) in Manchester                                       |
| 1992 | Oostenrijk          | cd-opname in Oostenrijk met werken van Werner Brüggemann                                                                                              |
| 1993 | Nederland           | Wereld Muziek Concours te Kerkrade 1e prijs in de concertafdeling                                                                                     |
| 1994 | Frankrijk           | Wereldpremière van André Waigneins Eight Belgian Impressions tijdens het Concours International pour Orchestres d'Harmonie – "Coup de Vent", Le Havre |
| 1995 | Oostenrijk          | Concerttournee door Oostenrijk met vier concerten |
| 1996 | Spanje              | Certamen Internacional de Bandas de Musica Ciudad de Valencia in Valencia Banda Invitada; Concertreis naar Bétera en Buñol                            |
| 1996 | Frankrijk           | Concertreis naar Parijs |
| 1997 | Nederland           | Wereld Muziek Concours te Kerkrade 1e prijs in de concertafdeling                                                                                     |
| 1998 | Spanje              | Certamen International de Bandas de Música Ciutat de Valencia Valencia 1e prijs                                                                       |
| 1999 | Nederland           | Deelname aan de Open Nederlandse Kampioenschappen (mini-WMC) te Kerkrade                                                                              |
| 2000 | Frankrijk           | Concours International de Strasbourg winner van het concours                                                                                          |
| 2001 | Nederland           | Wereld Muziek Concours te Kerkrade 1e prijs in de concertafdeling                                                                                     |
| 2002 | Zwitserland         | Concertreis naar Zwitserland met deelname aan het International Alpine Music Festival te Saas-Fee en aan het Jungfrau Musik Festival in Interlaken    |
| 2004 | Zwitserland         | Jungfrau Musik Festival in Interlaken winner van de wedstrijd                                                                                         |
| 2005 | Nederland           | Wereld Muziek Concours te Kerkrade 1e prijs in de concertafdeling en wereldkampioen                                                                   |
| 2006 | Oostenrijk          | Concertreis naar Oostenrijk |
| 2007 | IRL                 | Concertreis naar de Conference of the World Association for Symphonic Bands and Ensembles (WASBE) in Killarney                                        |
| 2009 | Nederland           | Wereld Muziek Concours te Kerkrade 1e prijs in de concertafdeling en vice-wereldkampioen                                                              |
| 2010 | Spanje              | Certamen International de Bandas de Música Ciutat de Valencia Valencia 1e prijs                                                                       |
| 2011 | Zuid-Korea          | Concertreis naar Jeju International Wind Ensemble Festival                                                                                            |
| 2013 | Nederland           | Wereld Muziek Concours te Kerkrade 1e prijs in de concertafdeling                                                                                     |
| 2015 | Oostenrijk          | Concertreis naar Oostenrijk |
| 2017 | Italië              | Concertreis naar Toscane (Italië) |
| 2019 | Spanje              | Certamen International de Bandas de Música Ciutat de Valencia Valencia Winner in de primera división                                                  |